# Sierra de las Navajas
La sierra de las Navajas es una formación montañosa que se localiza en el sursureste del estado de Hidalgo (centro de México). Divide la cuenca de México del valle de Tulancingo, que a su vez forma parte de la cuenca del río Meztitlán. La sierra de las Navajas aparece en el escudo de Hidalgo y es de suma importancia en la arqueología de Mesoamérica, puesto que constituyó uno de los principales yacimientos de obsidiana con el que comerciaron los grandes estados del centro de México durante la época prehispánica, ya que la obsidiana fue usada ampliamente para la fabricación de armamento mesoamericano, como el macuahuitl y el tepoztopilli nahuas.

## Localización
La sierra de las Navajas está comprendida entre los municipios de Acatlán, Huasca de Ocampo, Mineral del Monte, Epazoyucan,  Singuilucan y Tulancingo.

## Historia

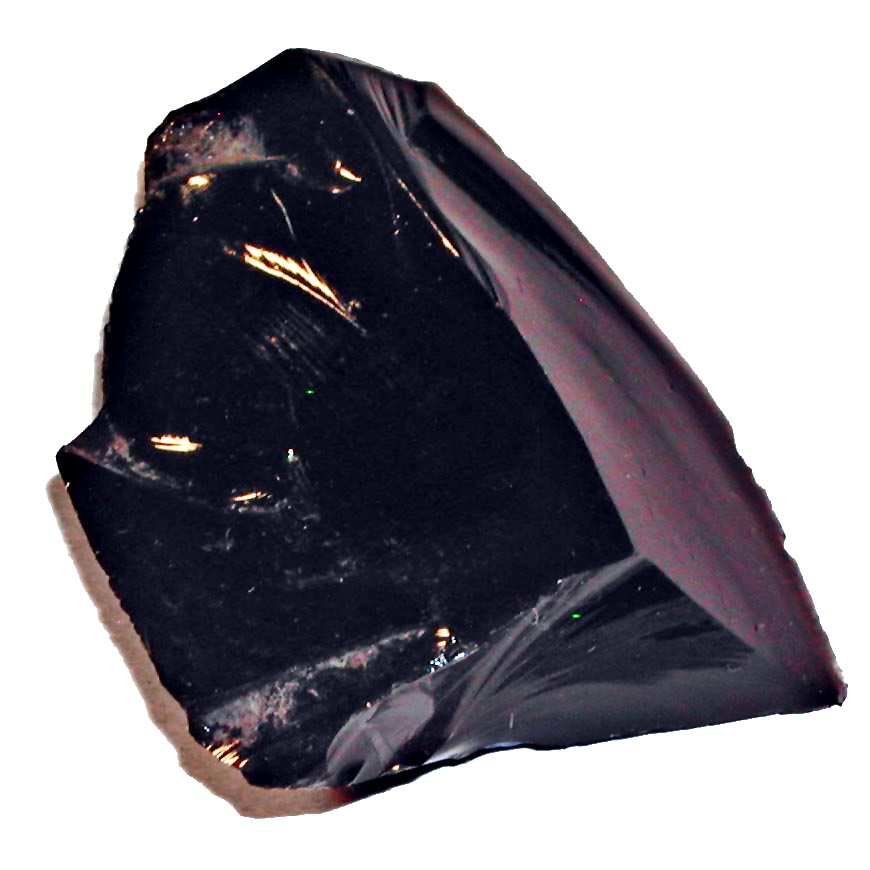
Obsidiana, cuyos yacimientos en la sierra dan origen a su nombre

Alexander von Humboldt en 1803 visitó el lugar llamándolo "La Sierra de los Cuchillos", por el yacimiento de la obsidiana -del latín (obsidianus lapis) según Plinio, un romano de nombre "obsius"-  que ahí encontró.
El ixtete o la obsidiana fueron en Mesoamérica de uso religioso, industrial y artesanal, con colores que van del negro al dorado. Ésta piedra volcánica vítrea resulta de la solidificación rápida del magma expulsado de los volcanes.
Las culturas que emplearon esta piedra fueron la tolteca, teotihuacana y azteca. Fue materia de tributo para la cultura mexica, esa era la verdadera interacción económica que mantenían Teotihuacán y los sitios prehispánicos asentados en las cercanías de la Sierra de las Navajas.

### Leyenda de la Piedra de los dioses
Había una mujer llamada Xochitzol (flor de sol) quien se enamora de un guerrero. Su padre, sacerdote, no quería que se casen entonces lo manda a la guerra. Ante la incipiente separación, ambos subieron a la cima de cerro y sellaron un pacto de amor: "Yo no me casaré hasta que regreses" dijo Xochitzol. Pasaba el tiempo y él no regresaba entonces ella subió al cerro y comenzó a llorar sin parar. Uno de los dioses le preguntó por qué lloraba, ella le explicó. Y el dios le preguntó cómo podría ayudarla. Y Xochitzol pidió: "Que mis lágrimas se conviertan en un faro de luz para cuando regrese mi amado". Los dioses le concedieron que sus lágrimas se convirtieran en la obsidiana tornasol. A la fecha, su amado no ha regresado y ella sigue llorando. Su llanto es el murmullo del viento y aún hay obsidianas tornasol por todos lados.

## Cerro de las Navajas
El cerro de las Navajas representa naturaleza, historia y arte. Su nombre proviene de la propia riqueza natural. Los prehispánicos lo llamaban Itzepetl, del náhuatl "itzetl" es obsidiana y "tepetl" es cerro. Este cerro es una mina de obsidiana en bruto. Con sus 3212 metros de altura, se impone sobre el estado de Hidalgo como un monumento vivo de la historia cultural de México.
En este cerro hay vestigios arqueológicos de todas las civilizaciones que pasaron por allí: teotihuacanos, toltecas y aztecas. Explotaron las minas de obsidiana para darle uso inmediato como elementos defensivos, objetos de intercambio comercial, artesanía, decoración en las vestimentas de altas jerarquías y hasta como medicina natural curativa. 
El cerro de las Navajas está ubicado en El Nopalillo, municipio de Epazoyucan. Está a pocos minutos de Pachuca, ubicado en el Eje Neovolcánico.